# An Jung-hwa
Dans ce nom coréen, le nom de famille,  An Jung-hwa , précède le nom personnel.
An Jung-hwa, née le 20 février 1981, est une handballeuse internationale sud-coréenne.
Avec l'équipe de Corée du Sud, elle participe aux Jeux olympiques d'été de 2008 où elle remporte une médaille de bronze.

## Palmarès
- Jeux olympiques d'été
  -  aux Jeux olympiques de 2008 à Pékin,  Chine